# 도니얼 말런
도니얼 말런(네덜란드어: Donyell Malen, 1999년 1월 19일~)은 현재 프리미어리그의 애스턴 빌라와 네덜란드 축구 국가대표팀에서 뛰고 있는 네덜란드의 축구 선수로, 포지션은 공격수이다.

## 클럽 경력

### 보루시아 도르트문트
2023년 4월의 분데스리가 5경기에서 5골 1도움을 기록한 말런은 2023년 5월 18일, 분데스리가 2023년 4월의 선수에 선정되었다.

## 수상 내역

### PSV 에인트호번
- 에레디비시: 2017-18

### 개인
- 브론즈 불(에이르스터 디비시 최고의 재능): 2017-18
- 에레디비시 이달의 선수: 2019년 9월, 2021년 2월
- 분데스리가 이달의 선수: 2023년 4월[1]